# Матавану (гора)
Гора Матавану — діючий вулкан на острові Саваї в Самоа. Вулкан утворився під час виверження 1905 року . Потоки лави  покрили велику територію в районі Гагаемауга, що призвело до переселення кількох сіл.
Назва гори належить долині (vanu) з особливістю у формі ока (mata). 

## Виверження 1905 - 1911 рр.
Виверження почалося 4 серпня 1905 року з утворенням нового кратера в дев'яти милях на схід від Мата-о-ле-Афі, який вивергався раніше у 1902 році. Експедиція на чолі з губернатором Вільгельмом Зольфом побачила полум'я, яке з інтервалом у десять секунд вилітало в небо на 400 футів, а також лаву, що текла крізь кущі.  Дослідники кратера виявили «більшу купу каміння висотою близько 300 футів, з вершини якої з інтервалом приблизно в 10 секунд маси каменю підкидалися в повітря». Потік лави заввишки 100 футів плив 2,5 милі в бік моря. 
Рання фаза виверження була переважно вибуховою, але у вересні велика кількість лави почала витікати з кратера. У середині вересня висота конуса була 600 футів, а  покриви лави розкинулися на 20-25 квадратних миль на глибину 300-400 футів. У грудні село Тоапайпай було знищено потоком лави, до березня 1906 року лава досягла моря і текла паралельно узбережжю вздовж вершини рифу.  Села Салаго та Салеаула були зруйновані, а знищення посівів вулканічними випарами спричинило голод.  У вересні 1906 року геолог Г. Дж. Дженсен повідомив, що лавові потоки охопили 35 квадратних миль, і те, що колись було низькою долиною глибиною в сто футів, було замінено опуклим масивом застиглої лави висотою 1500 футів. Конус мав висоту 330 футів і містив у собі  лавове озеро. Поки Дженсен повідомляв, що вулкан згасає, 5 жовтня 1906 року почалося ще одне вибухове виверження, і лава потекла у східному напрямку. Як повідомляється, у червні 1908 року ширина лавового потоку склала 8 миль , але до липня 1908 року активність вулкана затихла. У 1910 році його називали «найактивнішим вулканом у світі».
Діяльність остаточно почала згасати на початку 1911 року і припинилася до жовтня 1911 року.
Кілька сіл через виверження були переселені в Уполу. Жителі Сале'аули були переселені до Саламуму, а жителі Мауги та Самалае'улу - до Ле'аува'а.  

## Галерея
| - Топографічна карта Саваї. Опублікована 1910 року. На карті показані лавові поля станом на 1905 рік. - Саваї (лівий острів) з полями лави, видимими (вгорі ліворуч) в районі Гадаемауга. (фото НАСА, 2008). - Лава з вулкану Матавану стікає в океан уздовж узбережжя та стовпи диму, 1905 рік - Виверження, 1905 рік - Церква, пошкоджена лавою, 1905 рік - Лавові поля на Саваї, 2009 |